# Dickschnabelreiher
Der Dickschnabelreiher (Ardeola idae) ist eine Art aus der Familie der Reiher, der zur Gattung der Schopfreiher zählt. Er gehört zu den besonders bedrohten Reiherarten. Sein Brutgebiet ist Madagaskar, außerhalb der Brutzeit kommt er auch in Ostafrika vor.

## Erscheinungsbild
Wie alle Schopfreiher ist er eine verhältnismäßig kleine Reiherart. Er erreicht eine Körperlänge zwischen 45 und 48 Zentimetern. Es besteht kein Geschlechtsdimorphismus.
Während der Fortpflanzungszeit ist sein Körpergefieder reinweiß. Der Schnabel ist blau und die Beine sind rot. Am Hinterkopf hat er verlängerte Federn, die einen Schopf bilden. Solche verlängerten Federn finden sich auch am Hals, auf dem Rücken und auf der Brust. Diese verleihen dem Dickschnabelreiher ein unscharfes, flauschiges Erscheinungsbild, das für diese Art charakteristisch ist. 
Im Ruhekleid weist der Dickschnabelreiher sehr viel Ähnlichkeit mit dem Rallenreiher auf und ist von diesem bei Feldbeobachtungen kaum zu unterscheiden. Außerhalb der Fortpflanzungszeit sind der Ober- und Hinterkopf ockerfarben mit breiten schwarzen Streifen. Der Schnabel ist graugrün und färbt sich erst zur Spitze hin in ein Schwarz um. Die Iris ist gelb. Kopfseiten und Kehle sind gelbbraun mit schmalen braunschwarzen Streifen. Der Rücken ist dunkelbraun mit weißlichen oder gelbbraunen Streifen. Rumpf und Schwanz sind weiß. Die Schwingen dagegen sind weiß, so dass sich im Flugbild ein auffälliger Kontrast ergibt. Jungvögel gleichen den adulten Vögeln in deren Ruhekleid. Die äußeren Schwingen sowie der Schwanz sind jedoch noch dunkel braungrau, was vor allem im Flug erkennbar ist. Der Schnabel ist blass orange.

## Verbreitungsgebiet und Bestand

Verbreitungsgebiet des Dickschnabelreihers

Der Dickschnabelreiher brütet ausschließlich in Madagaskar und auf Aldabra. Außerhalb der Fortpflanzungszeit kommt er auch in Zentral- und Ostafrika vor. In Madagaskar beschränken sich seine Brutvorkommen mittlerweile auf den Westen der Insel. Größere Brutbestände gibt es vor allem noch in der Region von Antananarivo. 
Die Winterzeit verbringt er überwiegend in Tansania und Kenia. Sichtungen gibt es außerdem für Uganda, Ruanda, Burundi, Sambia, Kongo, den Nordosten von Mosambik, den Komoren und den Seychellen. Der Zug nach Afrika beginnt im Mai. Im Oktober kehren die Dickschnabelreiher wieder nach Afrika zurück. Einzelne Dickschnabelreiher überwintern auch in Afrika und noch nicht fortpflanzungsfähige Individuen verbleiben während ihres ersten Lebensjahres gelegentlich in den Überwinterungsgebieten.
Der Brutbestand ist in den letzten Jahrzehnten beständig zurückgegangen. Auf Madagaskar war der Dickschnabelreiher in den 1940er Jahren noch häufig und brütete auf der gesamten Insel. Kolonien, die früher mehr als 700 Brutpaare aufwiesen bestehen heute nur noch aus wenigen Dutzend Paaren.

## Lebensraum und Lebensweise
Der Lebensraum des Dickschnabelreihers sind kleine Grasmarschen, kleine Seen und Teiche, Ströme, Gräben und Reisfelder. Er ist offensichtlich auf eine unmittelbare Nähe von Bäumen und Sträuchern zu den Gewässerflächen aufgewiesen, was für andere Reiherarten in dieser Form nicht zutrifft. Sein Lebensraum geht zunehmend durch Rodungen und Trockenlegungen verloren. Auch die Umwandlung von Marschland in Reisfelder wirkt sich negativ auf den Bestand dieser Art aus. Anders als dem Rallenreiher gelingt ihm die Anpassung an bewirtschaftete Reisfelder nicht sehr gut. Wie alle anderen Reiher wird auch der Dickschnabelreiher auf Madagaskar bejagt.
Der Dickschnabelreiher sucht seine Nahrung einzeln. Er steht dabei am Gewässerrand oder im Flachwasser oder schreitet sehr langsam sein Nahrungsterritorium ab. Zu seinem Nahrungsspektrum zählen Frösche, Fische und kleine Eidechsen sowie Insekten.

### Fortpflanzung
Die Fortpflanzungszeit fällt in den Beginn der Regenzeit auf Madagaskar. Das Nest wird in Bäumen oder Sträuchern errichtet. Es handelt sich um einen Kolonienbrüter, der gemeinsam mit dem Rallenreiher Kolonien von über 1.000 Paaren bilden kann. In einer solchen gemischten Kolonie finden sich die Nester des Dickschnabelreihers gewöhnlich oberhalb der des Rallenreihers. Das Gelege besteht gewöhnlich aus drei bis vier Eiern. Der Legeabstand beträgt bis zu drei Tagen. Gelegentlich kommt es zu Zweitgelegen von Februar bis März. Die Brutzeit beginnt mit der Ablage des letzten Eis und währt etwa 20 Tage. Beide Elternvögel brüten. 

## Belege

### Einzelbelege
1. ↑   Kuhlan et al., S. 246
2. ↑   Kuhlan et al., S. 247
3. ↑   Kuhlan et al., S. 248